# 송지헌 (1872년)
송지헌(宋之憲, 1872년 음력 10월 29일~1934년 양력 11월 26일)은 대한제국의 관료로 일제강점기에는 조선총독부 중추원 참의를 지냈다. 호는 회당(晦堂)이며 송시열의 후손이다. 본관은 은진이다.

## 생애
1902년 내부 주사, 1906년 내부 참서관을 지내는 등 대한제국에서 관료로 근무했다. 1907년 일본의 내무성을 사무시찰했고, 같은 해 내부 서기관으로 승진했다. 1908년 문관전고소(文官銓考所) 위원을 역임하였다. 송지헌은 남보다 먼저 머리를 깎았다가 부인에게 외면당했다는 일화가 있을 만큼 개화파에 속하는 관료였는데, 황현의 《매천야록》에 따르면 1908년 의병장 민긍호가 일본군에 살해당했을 때 일본인 앞에서 이를 축하하는 발언을 하는 등 일찍 친일 성향을 보였던 것으로 되어 있다.
한일 병합 조약이 체결된 1910년 조선총독부가 식민지 통치 자문기관으로 설치한 중추원 부찬의에 임명되었으다. 1914년과 1920년에는 중추원 일본시찰단에 포함되어 일본을 두 차례나 다녀오기도 했다. 1921년 중추원 편제가 개편될 때 주임대우 참의가 되어 1934년 사망할 때까지 재임했다. 중추원에 재직한 총 기간은 약 24년에 이른다.
중추원 부찬의로 근무 중이던 1916년에는 조선총독부의 반도사편찬사업에 다른 중추원 임원들과 함께 조사주임에 임명되어 일본인 학자들의 연구를 보조했다. 이 연구는 식민지 경영에서 물질적 경영 뿐 아니라 정신적 교화도 필요하다는데 착안하여, 일본인과 조선인이 본래 한 뿌리에서 나왔음을 보이고 일본과의 합병에 이르러 비로소 조선인이 행복을 얻었음을 서술하는데 목적이 있다고 밝히고 있다.
송지헌은 중추원에 적을 두고 관변 친일단체에도 꾸준히 가담했다. 1915년 한일 병합 5주년을 기해 열린 시정5년기념 조선물산공진회 경성협찬회에 부회원으로 참가하여 10원을 기부한 일이 있고, 1919년 유교 계열의 친일단체인 대동사문회에 발기인 및 임원으로 참가하여 주도적인 역할을 하였다.
이러한 공을 인정받아 한일 병합 직후인 1912년 한국병합기념장을 받은 것을 시작으로 1928년 일본 정부로부터 쇼와기념대례장을 수여받았으며, 1931년 조선유림연합회 회장으로 추대되고 1932년 조선유교회 명리원 법정에 임명되는 등 유교 계열의 유력 인물로 인정받았다.
1926년 2월 18일 이완용후작 장례식 장의역원을 정할 때, 장의위원회 회장자접시원(會葬者接侍員)의 한 사람으로 진행에 참여했다. 1926년 한일 양국의 유력 인사들이 모여 결성한 또다른 친일단체 동민회에도 평의원으로 참여했다.

## 사후
2002년 발표된 친일파 708인 명단과 2008년 친일인명사전 편찬을 위해 공개된 민족문제연구소의 친일인명사전 수록예정자 명단에 모두 포함되었다. 2007년 대한민국 친일반민족행위진상규명위원회가 발표한 친일반민족행위 195인 명단에도 선정되었다.

## 같이 보기
- 조선총독부 중추원
- 대동사문회

## 참고자료
- 친일반민족행위진상규명위원회 (2007년 12월). 〈송지헌〉 (PDF). 《2007년도 조사보고서 II - 친일반민족행위결정이유서》. 서울. 661~671쪽쪽. 발간등록번호 11-1560010-0000002-10. [깨진 링크(과거 내용 찾기)]